# Моя наука
«Моя наука» — український науково-популярний портал і просвітницький проєкт, які створені та ведуться групою українських науковців і викладачів. Портал містить науково-популярні статті, оголошення про науково-популярні заходи в Україні, каталог сайтів українською мовою про науку, відеозаписи науково-популярних лекцій. Команда «Моєї науки» також координує численні просвітні ініціативи поза мережею Інтернет, зокрема «Дні науки», «Київський клуб „Еволюція“» та інші.

## Історія
Влітку 2011 року співробітники Інституту фізіології НАН України вирішили розпочати проєкт з популяризації науки. Надалі ініціативна група поповнилася науковцями НАН України та викладачами університетів і розробила маніфест популяризаторів науки. Для зміни ситуації з нехтуванням науковою сферою вони запропонували всім зацікавленим наукою об'єднатися і провести низку заходів, як то організацію постійного науково-популярного лекторію, зустрічей з успішними науковцями для школярів, створення телевізійних фільмів тощо. Одним з пунктів маніфесту передбачалося створення вебсайту, який би координував зусилля підписантів, а також сам би був майданчиком із наукової популяризації.
У вересні 2011 року про проєкт дізнався власник сайту Science.UA Микола Гориленко, який запропонував ініціаторам створити блог-платформу на базі власного сайту. Платформа отримала ім'я «Моя наука».
Влітку 2016 року портал «Моя наука» оновлено та повністю переведено на українську мову інтерфейсу.
Портал «Моя наука» має представництва в соціальних мережах, які допомагають йому знайти нову аудиторію.

## Розділи
- Публікації — науково-популярні статті з різних галузей науки (біологія, фізика, хімія, психологія, медицина тощо).
- Мережа про науку — каталог сайтів і блогів про науку в українському інтернет-просторі.
- Події — календар науково-популярних подій у Києві й в Україні.
- Відео — каталог науково-популярного відео про українську науку.

## Дочірні проєкти
- Київський клуб «Еволюція»
- Дні науки
- Лекції з молекулярної та патологічної фізіології molecula.club
- Короткі наукові відео спільно з платформою «Ідеаліст. Медіа»
- Народні читання імені Никанора Хржонщевського[5]

### Київський клуб «Еволюція»
Клуб «Еволюція» являє собою науково-популярний семінар, в рамках якого науковці читають лекції на теми, дотичні до еволюційної біології. Участь беруть вчені, студенти, аспіранти, любителі біології. Семінар діє з квітня 2012 року, на ньому виступали з доповідями Сергій Мосякін, Ігор Довгаль, Михаїл Фрідман, Дмитро Шабанов, Віктор Досенко, Михайло Гельфанд, Олексій Кондрашов, Євген Кунін та інші науковці.

### Дні науки
Проєкт розпочато в листопаді 2013 року. Науково-популярні лекції, екскурсії, демонстрації експериментів і обладнання відбуваються в наукових інститутах, музеях, обсерваторіях. Акції відбуваються двічі на рік: у травні (український День науки) і листопаді (Всесвітній день науки).

## Участь у науково-популярних подіях
- Команда «Моєї науки» з 2013 року регулярно бере участь у Всесвітньому тижні мозку (англ. Brain Awareness Week)
- З 2013 року є постійними учасниками акції «Наукові пікніки»[9]
- Виступи у «Відкритому університеті Майдану» навесні 2014 року
- Протести РМВ НАН України проти бюджету в грудні 2015 року[10]
- Організація лекції Асі Казанцевої в Києві[11]
- Український етап міжнародного конкурсу European Science Photo Competition («Європейський конкурс наукових фотографій») 2015 року та Science Photo Competition-2016 від Вікімедіа Україна організовані за участі команди «Моя наука»[12][13].

## Поширення інформації з сайту у ЗМІ
- Про «Мою науку» на Платформі[14]
- Лекції Роджера Пенроуза[15]
- Перепост «Станіславівського натураліста»[16]

## Оцінки ЗМІ
Восени 2015 року сайт WoMo.com.ua назвав «Мою науку» серед 12 науково-популярних сайтів для дітей, причому це єдиний подібний український сайт у списку. Серед небагатьох науково-популярних проєктів України «Мою науку» відзначив сайт «Пётр и Мазепа» навесні 2016 року
Разом з тим, сайт Tech Today Hub, що підтримується компанією Vodafone Україна, в огляді про українські джерела наукової і науково-популярної інформації описує «Мою науку» як не дуже зручний, але цікавий інформативний ресурс
У статті в газеті Дзеркало тижня «Моя наука» була названа «прикладом лідерських проєктів в освіті й науці» нарівні з такими проєктами як «Prometheus», VoxUkraine, «Наукові пікніки».